# Bronja Žakelj
Bronja Žakelj (Lubiana, 1969) è una scrittrice slovena.
Laureata in giornalismo all'Università di Lubiana, lavora nel settore bancario. 
Nel 2018 ha scritto il suo primo romanzo Il bianco si lava a novanta che nel 2019 ha ricevuto il Premio letterario Kresnik del quotidiano Delo.
Grande successo in Slovenia, il libro ha avuto 7 edizioni ed è stato tradotto in italiano e in croato. Sono in preparazione le traduzioni in bulgaro e macedone.
È nipote di Lojze Gostiša.

## Opere
- Il bianco si lava a novanta, Udine, Bottega Errante, 2019, ISBN 978-88-99368-55-5.